# Carlos de Gimbernat
Pour les articles homonymes, voir Guimbernat.
Carlos de Gimbernat, né le 19 septembre 1768 à Barcelone en Espagne et décédé le 12 octobre 1834 à Bagnères-de-Bigorre en France, était un géologue et naturaliste espagnol.